# Placówki dyplomatyczne i konsularne w Polsce: F
Stan na: 23 grudnia 2024

## Fidżi
Brak stosunków dyplomatycznych między Polską a Fidżi.

## Filipiny
Ambasada Filipin w Warszawie

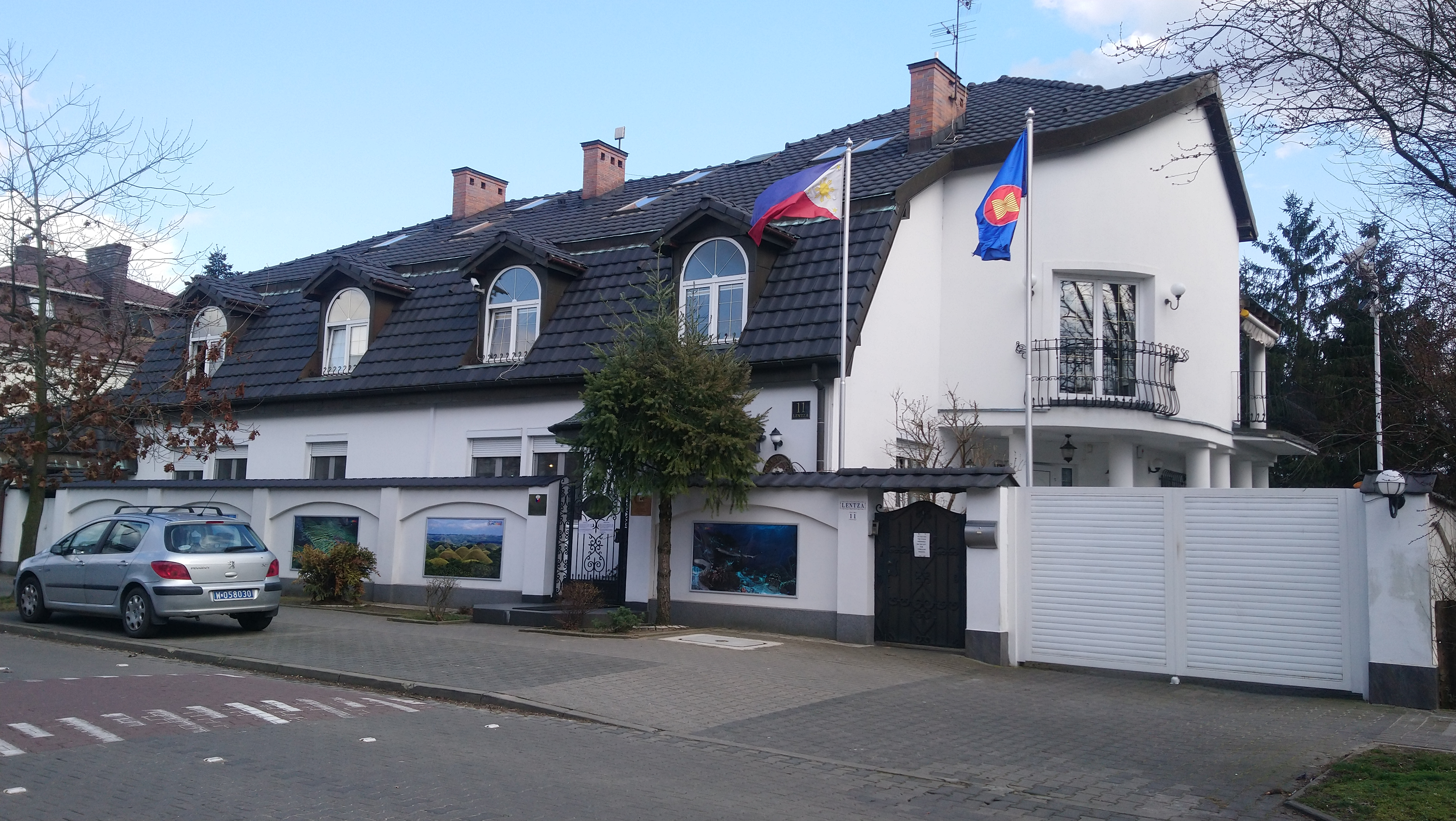
Budynek ambasady Filipin przy ul. Stanisława Lentza 11 w Warszawie

- szef placówki: Leah Basinang-Ruiz (ambasador)
- Strona oficjalna

## Finlandia

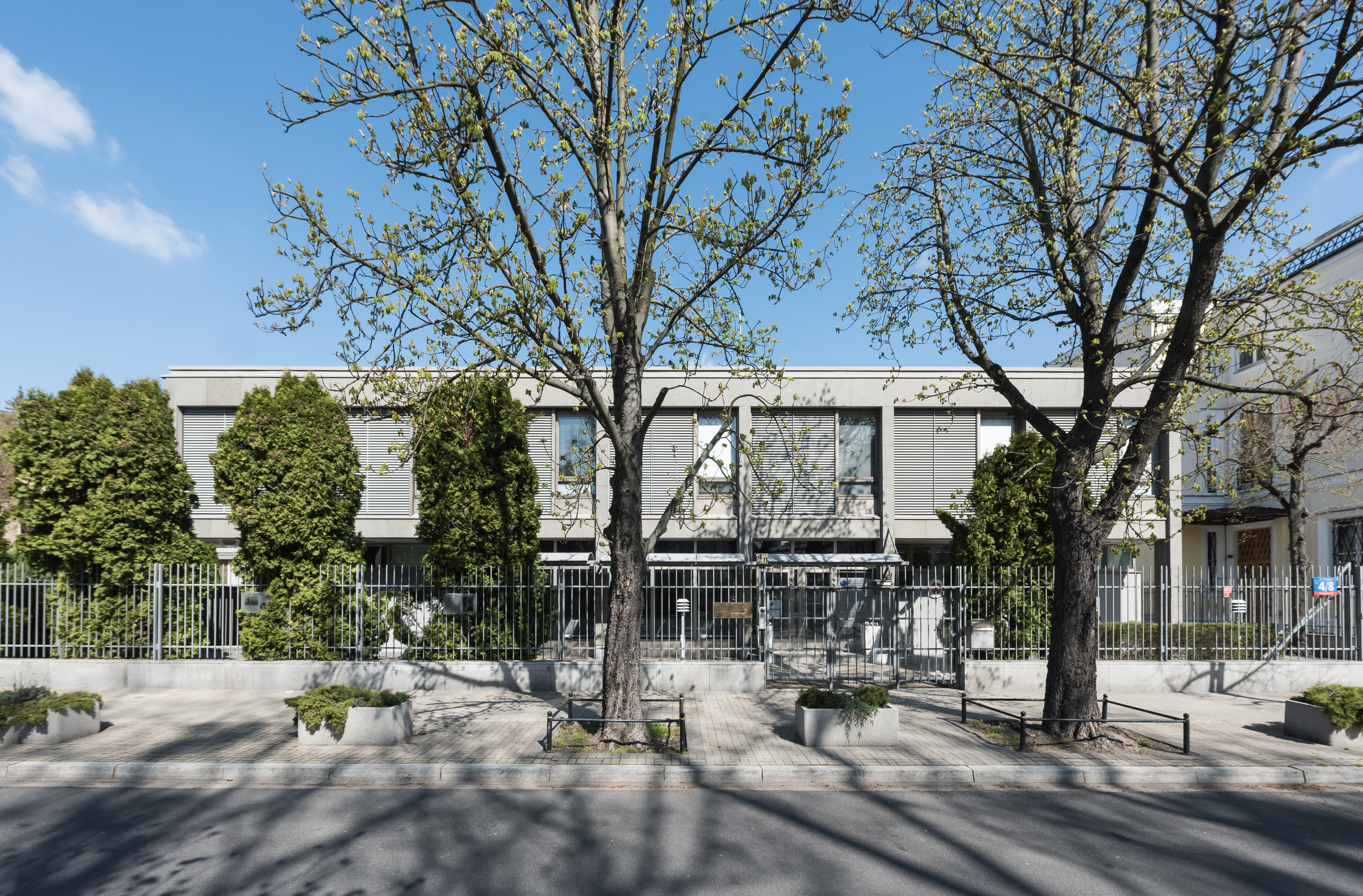
Ambasada Finlandii przy ulicy Fryderyka Chopina w Warszawie

Ambasada Republiki Finlandii w Warszawie
- szef placówki: Päivi Maarit Laine (ambasador)
- Strona oficjalna

Konsulat Honorowy Finlandii w Białymstoku
- szef placówki: Andrzej Parafiniuk (konsul honorowy)
- Strona oficjalna

Konsulat Honorowy Republiki Finlandii w Gdyni
- szef placówki: Grzegorz Brzostowski (konsul honorowy)

Konsulat Honorowy Republiki Finlandii w Kielcach
- szef placówki: Tadeusz Pęczek (konsul honorowy)
- Strona oficjalna

Konsulat Honorowy Republiki Finlandii w Krakowie
- szef placówki: Janusz Kahl (konsul honorowy)
- Strona oficjalna

Konsulat Honorowy Republiki Finlandii w Poznaniu
- szef placówki: Robert Jakubiec (konsul honorowy)
- Strona oficjalna

Konsulat Honorowy Republiki Finlandii w Szczecinie
- szef placówki: Adolf Wysocki (konsul honorowy)

Konsulat Honorowy Republiki Finlandii w Toruniu
- szef placówki: Tadeusz Pająk (konsul honorowy)
- Strona oficjalna

Konsulat Honorowy Republiki Finlandii we Wrocławiu
- szef placówki: Małgorzata Węgrzyn-Wysocka (konsul honorowy)
- Strona oficjalna

## Francja

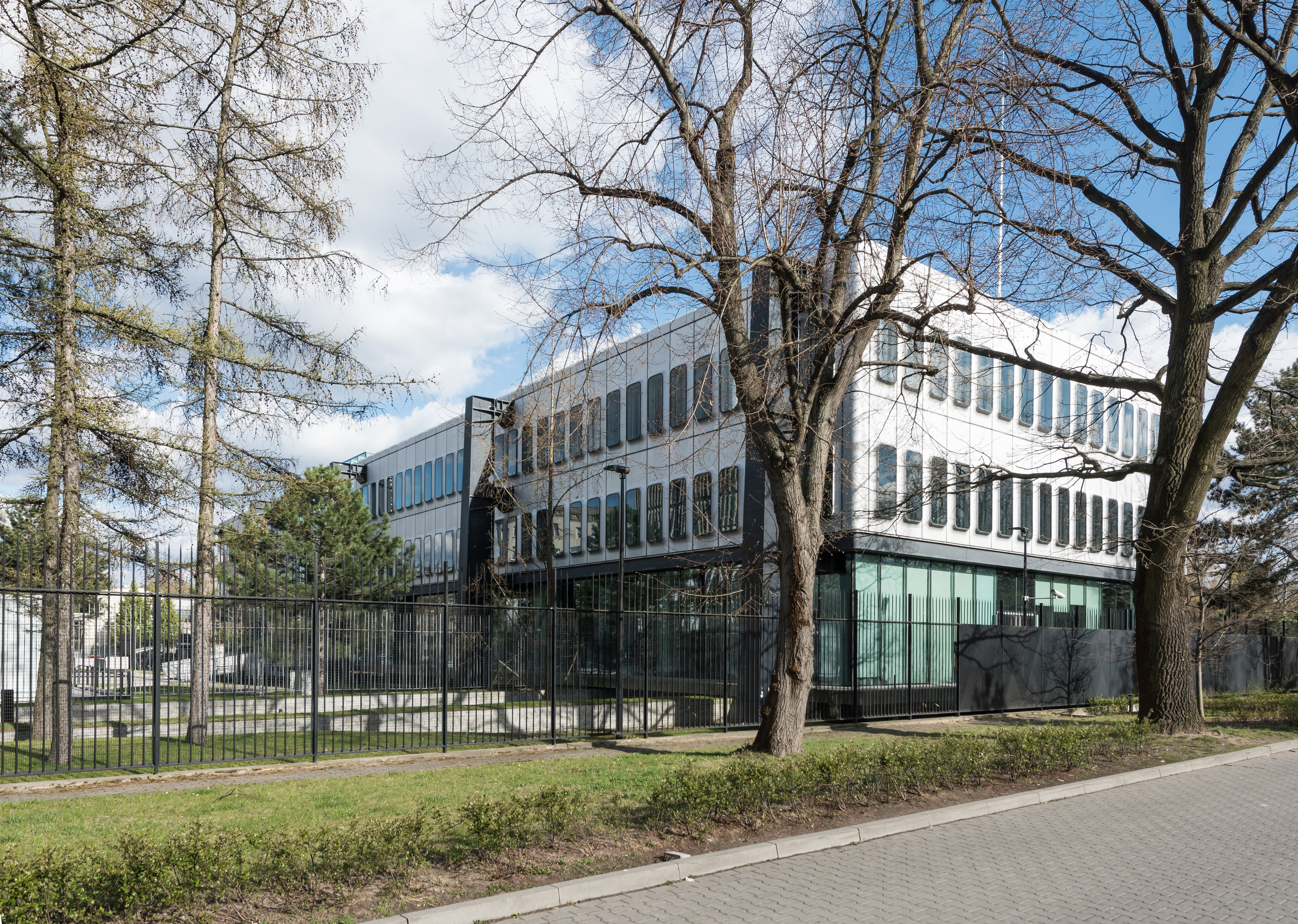
Budynek ambasady Francji przy ulicy Pięknej w Warszawie

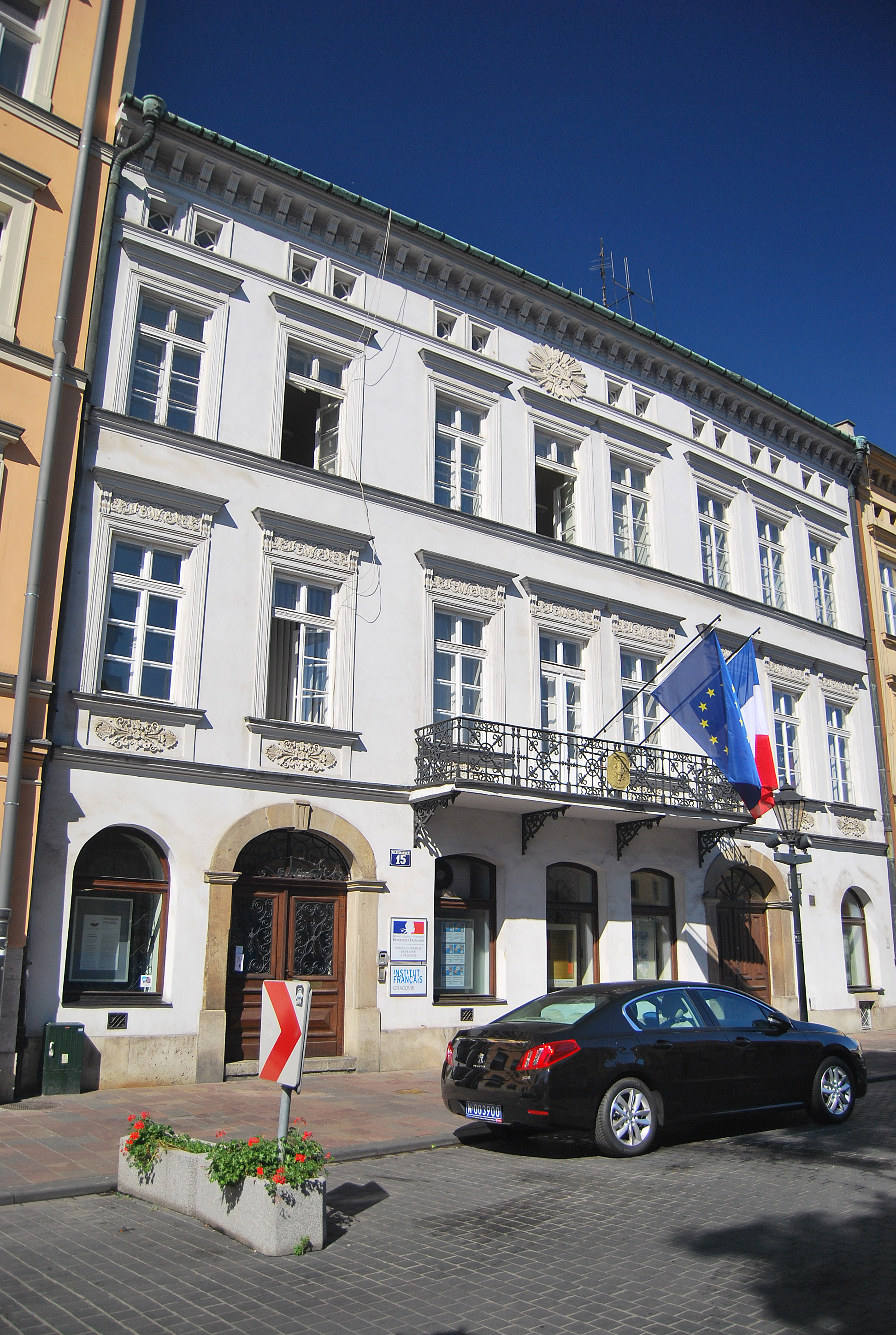
Konsulat Generalny Francji w Krakowie

Ambasada Republiki Francuskiej w Warszawie
- szef placówki: Étienne de Poncins (ambasador)
- Strona oficjalna

Konsulat Generalny Republiki Francuskiej w Krakowie
- szef placówki: Cédric Peltier (konsul generalny)
- Strona oficjalna

Konsulat Honorowy Republiki Francuskiej w Gdyni
- szef placówki: Alain Mompert (konsul honorowy)
- Strona oficjalna

Konsulat Honorowy Republiki Francuskiej w Katowicach
- szef placówki: Anna Krasuska-Terrillon (konsul honorowy)
- Strona oficjalna

Konsulat Honorowy Republiki Francuskiej w Łodzi
- szef placówki: Alicja Bień (konsul honorowy)
- Strona oficjalna

Konsulat Honorowy Republiki Francuskiej w Poznaniu
- szef placówki: Igor Kraszewski (konsul honorowy)

Konsulat Honorowy Republiki Francuskiej w Szczecinie
- szef placówki: Pierre-Frédéric Weber (konsul honorowy)

Konsulat Honorowy Republiki Francuskiej we Wrocławiu
- szef placówki: Richard Stanislas Julien Kepinski (konsul honorowy)